# Хімічний елемент
Хімі́чний елеме́нт (родовий відмінок -а; заст. первень)  — тип атомів з однаковим зарядом атомних ядер (тобто однаковою кількістю протонів в ядрі атома) і певною сукупністю властивостей. Маса ядра атома хімічного елемента може бути різною залежно від кількості нейтронів у ньому. Сукупність атомів елемента з однаковою масою називається нуклідом, а ізотопами називаються атоми одного елемента з різними масами. Атоми даного хімічного елемента відрізняються від атомів інших елементів величиною заряду ядра, кількістю та характером розміщення електронів навколо ядра, розмірами і хімічними властивостями. У нейтрального атома число електронів на електронних оболонках дорівнює заряду ядра. У разі, коли кількість електронів не збігається з кількістю протонів у ядрі, утворюється йон, однак це іон відповідного хімічного елемента.
Кількість атомів хімічного елемента не змінюється при хімічних реакціях. Для перетворення атома одного хімічного елемента в інший необхідні ядерні реакції. Зокрема, за допомогою ядерних реакцій отримують нові хімічні елементи, які не існують у природі. На 2010 рік було відомо 118 хімічних елементів: з них 89 виявлені в природі, інші отримані штучно в результаті ядерних реакцій. Усі відомі нині речовини (приблизно 20 млн) утворені атомами різних хімічних елементів.
Еталонний стан хімічного елемента — стан, у якому хімічний елемент (проста речовина) є стабільним при вибраних за стандартні умовах — тиску та температурі.

## Історія
Вперше поняття хімічного елемента сформулював Роберт Бойль у 1661 році. Термін елемент має у своїй основі уявлення древніх про первинні стихії, з яких, на їхню думку, складалася матерія: вода, повітря, земля, вогонь. Бойль назвав хімічними елементами речовини, які жодним чином не можна було розкласти на простіші. Він також показав, що таких хімічних елементів більше, ніж чотири. У 1789 році Лавуазьє опублікував список 33 відомих на той час елементів, до яких він також включив світло й теплець. До 1818 року Берцеліус визначив атомні маси 45 з 49 визнаних на той час хімічних елементів. У періодичній таблиці, яку склав Менделєєв, було 66 хімічних елементів. У 1913 році Генрі Мозлі відкрив те, що атомний номер хімічного елемента збігається з зарядом його ядра.
Окрім 89 хімічних елементів, виявлених в природі, інші отримані штучно внаслідок ядерних реакцій (атоми технецію, прометію, протактинію, плутонію в надмалих кількостях були виявлені в уранових і торієвих мінералах).

## Атомний номер
Ядро атома складається з протонів (число яких відповідає атомному числу хімічного елемента) і нейтронів; число останніх може бути різним. Атоми хімічних елементів з однаковим числом протонів, але з різним числом нейтронів називаються ізотопами. За своїми хімічними властивостями ізотопи хімічних елементів практично не відрізняються між собою.
Атом з конкретним числом протонів і нейтронів називається нуклідом. Нуклід характеризується масовим числом — загальною кількістю нуклонів.

## Хімічні символи та назви
Усі хімічні елементи позначають спеціальними символами — однією або двома латинськими літерами, причому перша літера завжди велика, а друга мала. Наприклад, водень позначають символом H, сірку — символом S, залізо — символом Fe, кисень — символом O і т. д. Сучасні символи хімічних елементів були введені в хімію на початку XIX ст.
Кожний хімічний символ означає, по-перше, назву елемента, по-друге, при записах формул хімічних реакцій — один атом цього елемента. Хімічні символи служать також для складання хімічних формул речовин.
Нукліди позначають символом хімічного елемента із переднім верхнім індексом, рівним масовому числу, наприклад, 12C означає нуклід вуглецю з 12-ма нуклонами, з яких 6 протонів та 6 нейтронів.
Крім номера, кожен хімічний елемент має назву, що склалася історично. Системою найменувань хімічних сполук опікується Міжнародний союз фундаментальної та прикладної хімії (IUPAC). З метою уніфікації хімічних назв IUPAC розробив рекомендації латинізованих назв хімічних елементів, що був затверджений в Україні державним стандартом ДСТУ 2439-94 — визначені цим стандартом назви повинні були вживатися в науковій та науково-освітній літературі. Таким чином, для деяких з хімічних елементів було введено дві назви — латинізовану та питому українську. Наприклад, Гідроген був визначений цім стандартом як наукова назва елемента водню, а Арсен — миш'яку. Було введено правило написання назв елементів з великої літери.
Ці зміни, що просувалися представниками Київської хімічної школи (В. В. Скопенко, О. А. Голуб та ін.), критикувались іншими українськими вченими. Особливу критику викликала відмова від традиційних українських назв хімічних елементів (водень, вуглець, залізо тощо) та заміна їх іншомовними назвами, що не мають традиції використання в українській мові. Разом з тим, назви хімічних елементів, вживані раніше, продовжують використовуватись як назви простих речовин більшості перейменованих хімічних елементів. Однак для решти елементів не було запроваджено окремих назв простої речовини (наприклад, як хімічний елемент Cl, так і його проста речовина Cl2 називаються «хлор»), тому таке розрізнення не є послідовним. Твердження авторів і прихильників стандарту, що заміна українських назв хімічних елементів на їхні латинізовані відповідники полегшить входження України до міжнародного і європейського інформаційного простору, не витримує критики, оскільки в усіх основних мовах світу є назви елементів, які склалися історично і стали для тих мов традиційними (наприклад, iron та silver в англійській мові або Eisen та Silber у німецькій для Fe та Ag, відповідно). Така заміна насправді відсутня в рекомендаціях IUPAC. Крім того, згідно з рекомендаціями IUPAC, 1) бажано, щоб назви хімічних елементів були якнайближче до англійських, але можуть бути і традиційними, що сформувалися історично; 2) назви хімічних елементів й утворених ними простих речовин мають бути однаковими, крім випадків, коли елемент утворює декілька алотропних видозмін, назви яких склалися історично.
25-річний дослід вживання латинізованих назв елементів, відмінних від назв відповідних простих речовин, було визнано незадовільним. Ці назви були впроваджені в освіті, але в науково-технічної діяльності вони не знайшли широкого застосування. Тому в новому стандарті ДСТУ 2439:2018 «Хімічні елементи та прості речовини. Терміни та визначення основних понять, назви й символи», що набув чинності з 1 жовтня 2019 року замість стандарту ДСТУ 2439-94, повернуто більшість українських традиційних назв хімічних елементів та правило написання назв елементів з маленької літери. 
Назви хімічних елементів за ДСТУ 2439:2018 разом із історичними назвами за скасованим ДСТУ 2439-94 наведені в алфавітному показнику в кінці статті.

## Ізотопи
Хімічні елементи можуть мати декілька ізотопів. Для ізотопів зберігаються назви і символи хімічних елементів, винятки складають тільки ізотопи гідрогену, які мають власні назви і позначення — 1Н — протій, 2Н (D) — дейтерій, 3Н (Т) — тритій. Хімічні елементи, які мають стабільні нукліди, в природі представлені одним або декількома ізотопами. Відомо близько 270 стабільних ізотопів, які належать 81 природному хімічному елементу, і понад 1800 радіонуклідів. Хімічні елементи, всі ізотопи яких радіоактивні, називаються радіоактивними елементами. До них належать технецій, прометій, полоній і всі елементи з атомним номером, більшим ніж 84.

## Атомна маса
Природний ізотопний склад хімічних елементів, які зустрічаються на Землі, практично постійний, тому кожний елемент має певну атомну масу, яка є однією з найважливіших його характеристик. Атомна маса хімічного елемента дорівнює середньому значенню мас всіх його природних ізотопів з врахуванням поширеності останніх. Її звичайно виражають в атомних одиницях маси, за яку прийнята 1/12 частина маси нукліда 12С.

## Прості речовини
Формам існування хімічних елементів у природі відповідають прості речовини — це речовини, що містять атоми одного хімічного елемента. За скасованим стандартом ДСТУ 2439-94 назви простих речовин могли не збігатися з назвами хімічних елементів, навіть коли елемент утворює тільки одну просту речовину. Наприклад, за термінологією цього стандарту хімічний елемент Гідроґен існує в природі у вигляді газу водню, молекула якого складається з двох атомів Гідроґену. За новим стандартом ДСТУ 2439:2018 «Хімічні елементи та прості речовини. Терміни та визначення основних понять, назви й символи» «назви хімічних елементів і простих речовин згідно з [рекомендаціями IUPAC] є однаковими, крім випадків, якщо проста речовина утворює алотропи з назвами, що стали традиційними, наприклад: кисень, озон; вуглець і графіт, алмаз, карбін». Тобто елемент водень (H) створює просту речовину водень (H2).
Елемент може існувати у вигляді декількох простих речовин (явище алотропії), відмінних одна від іншої складом молекул (наприклад, для хімічного елемента кисень простими речовинами є кисень О2 і озон О3) або типом кристалічної ґратки (наприклад, модифікації вуглецю — алмаз, лонсдейліт, графіт; явище поліморфізму). Число простих речовин перевищує 500. Складна речовина — хімічна сполука, складається з хімічно пов'язаних атомів двох або більше різних елементів. Відомо понад 100 тисяч неорганічних і понад 3 млн органічних сполук.
Кожний хімічний елемент характеризується ступенями окиснення, який можуть проявляти атоми даного елемента у хімічних сполуках, а також значенням електронегативності, яка характеризує здатність атомів хімічного елемента віддавати і приймати електрони. У хімічних реакціях хімічні елементи зберігаються, бо в результаті відбувається лише перерозподіл електронів зовнішніх електронних оболонок атомів, а ядра атомів залишаються незмінними.

## Періодична система елементів
За хімічними властивостями хімічних елементів їх можна упорядкувати в періодичну систему.
Перший перелік хімічних елементів склав в 1789 році французький хімік Антуан Лавуазьє. До цього списку увійшли 25 відомих на той час елементів. Першу таблицю відносних атомних мас п'яти хімічних елементів (кисень, азот, вуглець, сірка і фосфор) склав англійський учений Джон Дальтон в 1803 році. До часу відкриття періодичного закону (1869) було відомо 63 елементи. Узагальнення закону виконали паралельно Дмитро Менделєєв та Лотар Юліус Маєр. Відкриття періодичної системи дозволило передбачити існування, а також властивості низки невідомих на той час хімічних елементів і послужило науковою основою для їхньої класифікації. Успіхи ядерної фізики дозволили у ХХ ст. уточнити поняття хімічного елемента, синтезувати нові та по новому сформулювати Періодичний закон. Ідею про те, що хімічні властивості атома визначаються кількістю електронів, а, отже, зарядом ядра, висловив Антоніус ван ден Брук. Експериментальне підтвердження ця ідея отримала завдяки роботам Генрі Мозлі.
Хімічні елементи, що належать до однієї групи мають близькі хімічні властивості, а тому їх об'єднують у родини:
- лужних металів — літій, натрій, калій, рубідій, цезій, францій;
- лужноземельних металів — кальцій, стронцій, барій, радій;
- халькогени — кисень, сірка, селен, телур, полоній;
- галогени — фтор, хлор, бром, йод, астат;
- інертні гази (благородні гази) — гелій, неон, аргон, криптон, ксенон, радон.

Елементи третьої групи періодичної системи з послідовними номерами, винесені в окремі рядки періодичної системи, об'єднані в окремі групи
- лантаноїдів — лантан, церій, празеодим, неодим, прометій, самарій, європій, гадоліній, тербій, диспрозій, гольмій, ербій, тулій, ітербій, лютецій;
- актиноїдів — актиній, торій, протактиній, уран, нептуній, плутоній, америцій, кюрій, берклій, каліфорній, ейнштейній, фермій, менделєвій, нобелій, лоуренсій;

Існують також інші об'єднання хімічних елементів в окремі родини за їхніми властивостями, наприклад,
- родина заліза — залізо, кобальт, нікель;
- родина платини, до якої належать благородні метали — рутеній, родій, паладій, осмій, іридій, платина.

За своїми властивостями хімічні елементи поділяються також на метали і неметали.
До неметалів належать 23 елементи (Н, В, С, N, О, Si, Р, S, As, Se, Те та ін.), галогени (F, CI, Br, I, At), інертні гази (Не, Ne, Ar, Kr, Хе, Rn); до металів — решта 86 хімічних елементів. Для хімічних властивостей металів найхарактерніша здатність віддавати зовнішні електрони і утворювати катіони, для неметалів — приєднувати електрони і утворювати аніони. Електронегативність металів, як правило, від 0,7 до 1,8-2,0; неметалів від 1,8-2,0 до 4,0.

## Походження хімічних елементів
За сучасними уявленнями, першим хімічним елементом, що утворився після Великого Вибуху, був водень. Це сталося тоді, коли первинна плазма охолола настільки, що протони стали приєднувати до себе електрони, формуючи нейтральні атоми. Важчі хімічні елементи утворилися в надрах зірок, де велика густина та висока температура сприяли протіканню термоядерних реакцій. При вибухах наднових важчі хімічні елементи викидалися у міжзоряний простір. Саме ці важчі елементи стали будівельним матеріалом при створенні планет, зокрема Землі.

## Поширення хімічних елементів
Поширеність хімічних елементів різна у Всесвіті та на Землі. Найпоширенішим елементом у Всесвіті є найпростіший хімічний елемент водень, ядро якого складається із одного протона. Водень — основний елемент в міжзоряному просторі та в надрах зірок, в яких він перетворюється на гелій та інші хімічні елементи внаслідок реакцій ядерного синтезу. Розповсюдженість важчих хімічних елементів швидко зменшується з ростом їхнього атомного номера.
В умовах Землі ситуація зовсім інша. Гравітаційне поле Землі недостатньо сильне, щоб утримати водень в атомному чи молекулярному стані. Тому водень на Землі може існувати лише в складі хімічних сполук із важчими елементами. Те ж стосується і гелію, якого на Землі також мало.
Найпоширеніший на Землі кисень, на частку якого припадає 47,2 % маси земної кори. За ним ідуть кремній — 27,6, алюміній — 8,8, залізо — 5,1, кальцій — 3,6, натрій — 2,6, калій — 2,6 і магній — 2,1 %. Разом на ці вісім елементів припадає 99,6 % маси земної кори, а на усі інші — лише 0,4 %.
Хімічні елементи, концентрація яких у земній корі низька, або вони практично не утворюють власних мінералів (завдяки ізоморфному входженню у мінерали поширеніших елементів), називаються розсіяними.
| Номер елемента | Символ елемента | У літосфері | У гідросфері | В атмосфері | У біосфері |
| -------------- | --------------- | ----------- | ------------ | ----------- | ---------- |
| 1              | H               | 1,00        | …            | 0,000033    | 10,5       |
| 2              | He              | 1·10−6      | 5·10−10      | 0,000072    | сліди      |
| 3              | Li              | 0,0032      | 1,5·10−5     | …           | 1·10−5     |
| 4              | Be              | 0,00038     | 6·10−11      | …           | сліди      |
| 5              | B               | 0,0012      | 4,6·10−4     | …           | 1·10−3     |
| 6              | C               | 0,023       | 2,8·10−3     | 0,0151      | 18,0       |
| 7              | N               | 0,0019      | 5·10−5       | 75,510      | 0,3        |
| 8              | O               | 47,0        | …            | 23,1811     | 70,0       |
| 9              | F               | 0,066       | 1,3·10−4     | …           | 5·10−4     |
| 10             | Ne              | 5·10−7      | 1·10−8       | 0,00125     | сліди      |
| 11             | Na              | 2,50        | 1,03554      | …           | 0,02       |
| 12             | Mg              | 1,87        | 0,1297       | …           | 0,04       |
| 13             | Al              | 8,05        | 1·10−6       | …           | 5·10−3     |
| 14             | Si              | 29,0        | 3·10−4       | …           | 0,2        |
| 15             | P               | 0,093       | 7·10−6       | …           | 0,07       |
| 16             | S               | 0,047       | 0,089        | …           | 0,05       |
| 17             | Cl              | 0,017       | 1,93534      | …           | 0,02       |
| 18             | Ar              | 4·10−4      | 6·10−5       | 1,2800      | сліди      |
| 19             | K               | 2,5         | 0,03875      | …           | 0,3        |
| 20             | Ca              | 2,96        | 0,0408       | …           | 0,5        |
| 21             | Sc              | 0,001       | 4·10−9       | …           | сліди      |
| 22             | Ti              | 0,45        | 1·10−7       | …           | 8·10−4     |
| 23             | V               | 0,009       | 3·10−7       | …           | 10−4       |
| 24             | Cr              | 0,0083      | 2·10−9       | …           | 10−4       |
| 25             | Mn              | 0,10        | 2·10−7       | …           | 1·10−3     |
| 26             | Fe              | 4,65        | 1·10−6       | …           | 0,01       |
| 27             | Co              | 0,0018      | 5·10−8       | …           | 2·10−5     |
| 28             | Ni              | 0,0058      | 2·10−7       | …           | 5·10−5     |
| 29             | Cu              | 0,0047      | 3·10−7       | …           | 2·10−4     |
| 30             | Zn              | 0,0083      | 1·10−6       | …           | 5·10−4     |
| 31             | Ga              | 0,0019      | 3·10−9       | …           | сліди      |
| 32             | Ge              | 1,4·10−4    | 6·10−9       | …           | 10−4       |
| 33             | As              | 1,7·10−4    | 1·10−7       | …           | 3·10−5     |
| 34             | Se              | 5·10−6      | 1·10−8       | …           | 10−6       |
| 35             | Br              | 2,1·10−4    | 6,6·10−3     | …           | 1,5·10−4   |
| 36             | Kr              | 2·10−8      | 3·10−8       | 0,00029     | сліди      |
| 37             | Rb              | 0,015       | 2·10−5       | …           | 5·10−4     |
| 38             | Sr              | 0,034       | 8·10−4       | …           | 2·10−3     |
| 39             | Y               | 0,0029      | 3·10−8       | …           | сліди      |
| 40             | Zr              | 0,017       | 5·10−9       | …           | сліди      |
| 41             | Nb              | 0,002       | 1·10−9       | …           | …          |
| 42             | Mo              | 1,1·10−4    | 1·10−6       | …           | 1·10−5     |
| 44             | Ru              | 5·10−6      | …            | …           | сліди      |
| 45             | Rh              | 1·10−6      | …            | …           | сліди      |
| 46             | Pd              | 1,3·10−6    | …            | …           | 5·10−5     |
| 47             | Ag              | 7·10−6      | 3·10−8       | …           | сліди      |
| 48             | Cd              | 1,3·10−5    | 1·10−8       | …           | сліди      |
| 49             | In              | 2,5·10−5    | 1·10−9       | …           | …          |
| 50             | Sn              | 2,5·10−7    | 3·10−7       | …           | 5·10−5     |
| 51             | Sb              | 5·10−5      | 5·10−8       | …           | сліди      |
| 52             | Te              | 1·10−7      | …            | …           | сліди      |
| 53             | I               | 4·10−5      | 5·10−6       | …           | 1·10−5     |
| 54             | Xe              | 3·10−9      | …            | 0,000036    | сліди      |
| 55             | Cs              | 3,7·10−4    | 3,7·10−8     | …           | 1·10−5     |
| 56             | Ba              | 0,065       | 2·10−6       | …           | 3·10−3     |
| 57             | La              | 2,9·10−3    | 2,9·10−10    | …           | сліди      |
| 58             | Ce              | 7·10−3      | 1,3·10−10    | …           | сліди      |
| 59             | Pr              | 9·10−4      | 6·10−11      | …           | сліди      |
| 60             | Nd              | 3,7·10−3    | 2,3·10−11    | …           | сліди      |
| 62             | Sm              | 8·10−4      | 4,2·10−11    | …           | сліди      |
| 63             | Eu              | 1,3·10−4    | 1,1·10−10    | …           | сліди      |
| 64             | Gd              | 8·10−4      | 6·10−11      | …           | сліди      |
| 65             | Tb              | 4,3·10−4    | …            | …           | сліди      |
| 66             | Dy              | 5·10−4      | 7,3·10−11    | …           | сліди      |
| 67             | Ho              | 1,7·10−4    | 2,2·10−11    | …           | сліди      |
| 68             | Er              | 3,3·10−4    | 6·10−11      | …           | сліди      |
| 69             | Tm              | 2,7·10−5    | 1·10−11      | …           | сліди      |
| 70             | Yb              | 3,3·10−5    | 5·10−11      | …           | сліди      |
| 71             | Lu              | 8·10−5      | 1·10−10      | …           | сліди      |
| 72             | Hf              | 1·10−4      | …            | …           | сліди      |
| 73             | Ta              | 2,5·10−4    | …            | …           | сліди      |
| 74             | W               | 1,3·10−4    | 1·10−5       | …           | сліди      |
| 75             | Re              | 7·10−8      | …            | …           | сліди      |
| 76             | Os              | 5·10−6      | …            | …           | сліди      |
| 77             | Ir              | 1·10−6      | …            | …           | сліди      |
| 78             | Pt              | 2·10−5      | …            | …           | сліди      |
| 79             | Au              | 4,3·10−7    | 4·10−10      | …           | сліди      |
| 80             | Hg              | 8,3·10−6    | 3·10−9       | …           | 10−7       |
| 81             | Tl              | 1·10−4      | 1·10−9       | …           | сліди      |
| 82             | Pb              | 1,6·10−3    | 3·10−9       | …           | …          |
| 83             | Bi              | 9·10−7      | 2·10−8       | …           | сліди      |
| 84             | Po              | 2·10-14     | …            | …           | …          |
| 86             | Rn              | 7·10-16     | 6·10-20      | …           | …          |
| 88             | Ra              | 2·10−10     | 1·10-14      | …           | 10−12      |
| 89             | Ac              | 6·10-14     | 2·10-20      | …           | …          |
| 90             | Th              | 1,3·10−3    | 1·10−9       | …           | сліди      |
| 91             | Pa              | 7·10−11     | 5·10−15      | …           | …          |
| 92             | U               | 2,5·10−4    | 3·10−7       | …           | 10−6       |

## Алфавітний покажчик хімічних елементів
| Назва за правилами Вікіпедії | Назва за чинним ДСТУ 2439:2018            | Символ | Атомний номер | Середня атомна маса | Період | Група | Підгрупа       | Характеристика елемента та простої речовини | Назва за скасованим ДСТУ 2439-94 | Інші назви та символи, що зустрічаються в сучасній літературі |
| ---------------------------- | ----------------------------------------- | ------ | ------------- | ------------------- | ------ | ----- | -------------- | ------------------------------------------- | -------------------------------- | ------------------------------------------------------------- |
| айнштайній                   | айнштайній (не рекомендовано: ейнштейній) | Es     | 99            | [252]               | 7      | 3     | побічна        | актиноїд                                    | Ейнштейній                       |                                                               |
| азот                         | азот (довідково: нітроґен)                | N      | 7             | 14,01               | 2      | 5     | головна        | неметал; газ                                | Нітроґен                         | нітроген                                                      |
| актиній                      | актиній                                   | Ac     | 89            | [227]               | 7      | 3     | побічна        | перехідний елемент                          | Актиній                          |                                                               |
| алюміній                     | алюміній                                  | Al     | 13            | 26,98               | 3      | 3     | головна        | метал                                       | Алюміній                         |                                                               |
| америцій                     | америцій                                  | Am     | 95            | [227]               | 7      | 3     | побічна        | актиноїд                                    | Америцій                         |                                                               |
| аргон                        | арґон                                     | Ar     | 18            | 39,95               | 3      | 8     | головна        | інертний газ                                | Арґон                            |                                                               |
| арсен                        | арсен                                     | As     | 33            | 74,92               | 4      | 5     | головна        | неметал                                     | Арсен                            | миш'як                                                        |
| астат                        | астат                                     | At     | 85            | 186,2               | 6      | 7     | головна        | неметал, галоген                            | Астат                            |                                                               |
| барій                        | барій                                     | Ba     | 56            | 137,34              | 6      | 2     | головна        | лужноземельний метал                        | Барій                            |                                                               |
| берилій                      | берилій                                   | Be     | 4             | 9,01                | 2      | 2     | головна        | лужноземельний метал                        | Берилій                          |                                                               |
| берклій                      | берклій                                   | Bk     | 97            | 247                 | 7      | 3     | побічна        | актиноїд                                    | Берклій                          |                                                               |
| бісмут                       | бісмут                                    | Bi     | 83            | 208,98              | 6      | 5     | головна        | метал                                       | Бісмут                           | вісмут                                                        |
| бор                          | бор                                       | B      | 5             | 10,81               | 2      | 3     | головна        | неметал                                     | Бор                              |                                                               |
| борій                        | борій                                     | Bh     | 107           | [267]               | 7      | 7     | побічна        | трансактиноїд                               | Унілсептій                       | уннілсептій, ека-реній; Uns                                   |
| бром                         | бром                                      | Br     | 35            | 79,91               | 4      | 7     | головна        | неметал, галоген; рідина                    | Бром                             |                                                               |
| ванадій                      | ванадій                                   | V      | 23            | 50,94               | 4      | 5     | побічна        | перехідний елемент                          | Ванадій                          |                                                               |
| водень                       | водень (довідково: гидроґен)              | H      | 1             | 1,01                | 1      | 1     |                | неметал; газ                                | Гідроґен                         | гідроген, Гідроген                                            |
| вольфрам                     | вольфрам                                  | W      | 74            | 183,85              | 6      | 6     | побічна        | перехідний елемент                          | Вольфрам                         |                                                               |
| вуглець                      | вуглець (довідково: карбон)               | C      | 6             | 12,01               | 2      | 4     | головна        | неметал; має алотропні форми                | Карбон                           |                                                               |
| гадоліній                    | ґадоліній                                 | Gd     | 64            | 157,25              | 6      | 3     | побічна        | лантаноїд; метал                            | Ґадоліній                        | Гадоліній                                                     |
| галій                        | ґалій                                     | Ga     | 31            | 69,72               | 4      | 3     | головна        | метал                                       | Ґалій                            | Галій                                                         |
| гасій                        | гасій                                     | Hs     | 108           | [265]               | 7      | 8     | побічна        | трансактиноїд                               | Унілоктій                        | уннілоктій, ека-осмій, хасій; Uno                             |
| гафній                       | гафній                                    | Hf     | 72            | 148,49              | 6      | 4     | побічна        | перехідний елемент                          | Гафній                           |                                                               |
| гелій                        | гелій                                     | He     | 2             | 4,00                | 1      | 8     | головна        | інертний газ                                | Гелій                            |                                                               |
| германій                     | ґерманій                                  | Ge     | 32            | 72,59               | 4      | 4     | головна        | метал                                       | Ґерманій                         | Германій                                                      |
| гольмій                      | гольмій                                   | Ho     | 67            | 164,93              | 6      | 3     | побічна        | лантаноїд                                   | Гольмій                          |                                                               |
| дармштадтій                  | дармштадтій                               | Ds     | 110           | [281]               | 7      | 8     | побічна        | трансактиноїд                               | —                                | унуннілій, ека-платина; Uun                                   |
| диспрозій                    | диспрозій                                 | Dy     | 66            | 162,50              | 6      | 3     | побічна        | лантаноїд                                   | Диспрозій                        |                                                               |
| дубній                       | дубній                                    | Db     | 105           | [268]               | 7      | 5     | побічна        | трансактиноїд                               | Унілпентій                       | уннілпентій, ека-тантал, нільсборій, ганій, жоліотій; Unp     |
| ербій                        | ербій                                     | Er     | 68            | 167,26              | 6      | 3     | побічна        | лантаноїд                                   | Ербій                            |                                                               |
| європій                      | європій                                   | Eu     | 63            | 151,96              | 6      | 3     | побічна        | лантаноїд                                   | Европій                          | европій                                                       |
| залізо                       | залізо (довідково: ферум)                 | Fe     | 26            | 55,85               | 4      | 8     | тріада заліза  | перехідний елемент                          | Ферум                            |                                                               |
| золото                       | золото (довідково: аурум)                 | Au     | 79            | 196,97              | 6      | 1     | побічна        | перехідний елемент                          | Аурум                            |                                                               |
| індій                        | індій                                     | In     | 49            | 114,82              | 5      | 3     | головна        | метал                                       | Індій                            |                                                               |
| іридій                       | іридій                                    | Ir     | 77            | 192,2               | 6      | 8     | тріада платини | перехідний елемент                          | Іридій                           |                                                               |
| ітербій                      | ітербій                                   | Yb     | 70            | 173,04              | 6      | 3     | побічна        | лантаноїд                                   | Ітербій                          |                                                               |
| ітрій                        | ітрій                                     | Y      | 39            | 88,91               | 5      | 3     | побічна        | перехідний елемент                          | Ітрій                            |                                                               |
| йод                          | йод                                       | I      | 53            | 126,90              | 5      | 7     | головна        | неметал, галоген                            | Іод                              | іод                                                           |
| кадмій                       | кадмій                                    | Cd     | 48            | 112,40              | 5      | 2     | побічна        | перехідний елемент                          | Кадмій                           |                                                               |
| калій                        | калій                                     | K      | 19            | 39,10               | 4      | 1     | головна        | лужний метал                                | калій                            |                                                               |
| каліфорній                   | каліфорній                                | Cf     | 98            | [249]               | 7      | 3     | побічна        | актиноїд                                    | Каліфорній                       |                                                               |
| кальцій                      | кальцій                                   | Ca     | 20            | 40,08               | 4      | 2     | головна        | лужноземельний метал                        | Кальцій                          |                                                               |
| кисень                       | кисень (довідково: оксиґен)               | O      | 8             | 16,0                | 2      | 6     | головна        | неметал, халькоген; газ                     | Оксиґен                          | оксиген, Оксиген                                              |
| кобальт                      | кобальт                                   | Co     | 27            | 58,93               | 4      | 8     | тріада заліза  | перехідний елемент                          | Кобальт                          |                                                               |
| коперницій                   | коперницій                                | Cn     | 112           | [285]               | 7      | 2     | побічна        | трансактиноїд                               | —                                | унунбій, ека-ртуть; Uub                                       |
| кремній                      | кремній (довідково: силіцій)              | Si     | 14            | 28,09               | 3      | 4     | головна        | неметал                                     | Силіцій                          |                                                               |
| криптон                      | криптон                                   | Kr     | 36            | 83,8                | 4      | 8     | головна        | інертний газ                                | Криптон                          |                                                               |
| ксенон                       | ксенон                                    | Xe     | 54            | 131,30              | 5      | 8     | головна        | інертний газ                                | Ксенон                           |                                                               |
| кюрій                        | кюрій                                     | Cm     | 96            | [247]               | 7      | 3     | побічна        | актиноїд                                    | Кюрій                            |                                                               |
| лантан                       | лантан                                    | La     | 57            | 138,91              | 6      | 3     | побічна        | метал                                       | Лантан                           |                                                               |
| ліверморій                   | ліверморій                                | Lv     | 116           | [292]               | 7      | 6     | головна        | трансактиноїд, формально халькоген          | —                                | унунгексій, ека-полоній; Uuh                                  |
| літій                        | літій                                     | Li     | 3             | 6,94                | 2      | 1     | головна        | лужний метал                                | Літій                            |                                                               |
| лоуренсій                    | лоуренсій                                 | Lr     | 103           | [266]               | 7      | 3     | побічна        | актиноїд                                    | Лоуренсій                        |                                                               |
| лютецій                      | лютецій                                   | Lu     | 71            | 174,97              | 6      | 3     | побічна        | лантаноїд                                   | Лютецій                          |                                                               |
| магній                       | маґній                                    | Mg     | 12            | 24,31               | 3      | 2     | головна        | лужноземельний метал                        | Маґній                           | Магній                                                        |
| майтнерій                    | майтнерій                                 | Mt     | 109           | [278]               | 7      | 8     | побічна        | трансактиноїд                               | —                                | унніленій, ека-іридій, мейтнерій, Мейтнерій, Майтнерій; Une   |
| манган                       | манґан                                    | Mn     | 25            | 54,94               | 4      | 7     | побічна        | перехідний елемент                          | Манґан                           | Манган, марганець                                             |
| менделєвій                   | менделєвій                                | Md     | 101           | [256]               | 7      | 3     | побічна        | актиноїд                                    | Менделєвій                       | менделевій, Менделевій, Менделєєвій                           |
| мідь                         | мідь (довідково: купрум)                  | Cu     | 29            | 63,54               | 4      | 1     | побічна        | перехідний елемент                          | Купрум                           |                                                               |
| молібден                     | молібден                                  | Mo     | 42            | 95,94               | 5      | 6     | побічна        | перехідний елемент                          | Молібден                         |                                                               |
| московій                     | московій                                  | Mc     | 115           | [289]               | 7      | 5     | головна        | трансактиноїд                               | —                                | унунпентій, ека-бісмут, ека-вісмут; Uup                       |
| натрій                       | натрій                                    | Na     | 11            | 22,99               | 3      | 1     | головна        | лужний метал                                | Натрій                           |                                                               |
| неодим                       | неодим                                    | Nd     | 60            | 144,24              | 6      | 3     | побічна        | лантаноїд                                   | Неодим                           |                                                               |
| неон                         | неон                                      | Ne     | 10            | 20,18               | 2      | 8     | головна        | інертний газ                                | Неон                             |                                                               |
| нептуній                     | нептуній                                  | Np     | 93            | [237]               | 7      | 3     | побічна        | актиноїд                                    | Нептуній                         |                                                               |
| ніхоній                      | нігоній                                   | Nh     | 113           | [286]               | 7      | 3     | головна        | трансактиноїд                               | —                                | унунтрій, ека-талій; Uut                                      |
| нікель                       | нікель                                    | Ni     | 28            | 58,71               | 4      | 8     | тріада заліза  | перехідний елемент                          | Нікол                            |                                                               |
| ніобій                       | ніобій                                    | Nb     | 41            | 92,91               | 5      | 5     | побічна        | перехідний елемент                          | Ніобій                           |                                                               |
| нобелій                      | нобелій                                   | No     | 102           | [256]               | 7      | 3     | побічна        | актиноїд                                    | Нобелій                          |                                                               |
| оганесон                     | оґанесон                                  | Og     | 118           | [294]               | 7      | 8     | головна        | трансактиноїд; формально інертний газ       | —                                | унуноктій, ека-радон; Uuo                                     |
| олово                        | олово (довідково: станум)                 | Sn     | 50            | 118,69              | 5      | 4     | головна        | метал                                       | Станум                           | цина, оливо                                                   |
| осмій                        | осмій                                     | Os     | 76            | 190,2               | 6      | 8     | тріада платини | перехідний елемент                          | Осмій                            |                                                               |
| паладій                      | паладій                                   | Pd     | 46            | 106,4               | 5      | 8     | тріада платини | перехідний елемент                          | Паладій                          |                                                               |
| платина                      | платина                                   | Pt     | 78            | 195,09              | 6      | 8     | тріада платини | перехідний елемент                          | Платина                          |                                                               |
| плутоній                     | плутоній                                  | Pu     | 94            | [242]               | 7      | 3     | побічна        | актиноїд                                    | Плутоній                         |                                                               |
| полоній                      | полоній                                   | Po     | 84            | 210                 | 6      | 6     | головна        | неметал, халькоген                          | Полоній                          |                                                               |
| празеодим                    | празеодим                                 | Pr     | 59            | 140,91              | 6      | 3     | побічна        | лантаноїд                                   | Празеодим                        |                                                               |
| прометій                     | прометій                                  | Pm     | 61            | [147]               | 6      | 3     | побічна        | лантаноїд                                   | Прометій                         |                                                               |
| протактиній                  | протактиній                               | Pa     | 91            | [231]               | 7      | 3     | побічна        | актиноїд                                    | Протактиній                      |                                                               |
| радій                        | радій                                     | Ra     | 88            | [226]               | 7      | 2     | головна        | лужноземельний метал                        | Радій                            |                                                               |
| радон                        | радон                                     | Rn     | 86            | [222]               | 6      | 8     | головна        | інертний газ                                | Радон                            |                                                               |
| резерфордій                  | резерфордій                               | Rf     | 104           | [267]               | 7      | 4     | побічна        | трансактиноїд                               | Унілквадій                       | уннілквадій, ека-гафній, курчатовій; Unq                      |
| реній                        | реній                                     | Re     | 75            | 186,2               | 6      | 7     | побічна        | перехідний елемент                          | Реній                            |                                                               |
| рентгеній                    | рентґеній                                 | Rg     | 111           | 280                 | 7      | 1     | побічна        | трансактиноїд                               | —                                | унунуній, ека-золото, ека-аурум, ека-Аурум; Uuu               |
| родій                        | родій                                     | Rh     | 45            | 102,9               | 5      | 8     | тріада платини | перехідний елемент                          | Родій                            |                                                               |
| ртуть                        | ртуть (довідково: меркурій, гідрарґірум)  | Hg     | 80            | 200,6               | 6      | 2     | побічна        | перехідний елемент, рідина                  | Меркурій                         | гідраргірум                                                   |
| рубідій                      | рубідій                                   | Rb     | 37            | 85,47               | 5      | 1     | головна        | лужний метал                                | Рубідій                          |                                                               |
| рутеній                      | рутеній                                   | Ru     | 44            | 101,07              | 5      | 8     | тріада платини | перехідний елемент                          | Рутеній                          |                                                               |
| самарій                      | самарій                                   | Sm     | 62            | 150,35              | 6      | 3     | побічна        | перехідний елемент                          | Самарій                          |                                                               |
| свинець                      | свинець (довідково: плюмбум)              | Pb     | 82            | 207,19              | 6      | 4     | головна        | метал                                       | Плюмбум                          |                                                               |
| селен                        | селен                                     | Se     | 34            | 78,96               | 4      | 6     | головна        | неметал, халькоген                          | Селен                            |                                                               |
| сіборгій                     | сіборґій                                  | Sg     | 106           | [269]               | 7      | 6     | побічна        | трансактиноїд                               | Унілгексій                       | уннілгексій, ека-вольфрам; Unh                                |
| сірка                        | сірка (довідково: сульфур)                | S      | 16            | 32,06               | 3      | 6     | головна        | неметал, халькоген                          | Сульфур                          |                                                               |
| скандій                      | скандій                                   | Sc     | 21            | 44,96               | 4      | 3     | побічна        | метал                                       | Скандій                          |                                                               |
| срібло                       | срібло (довідково: арґентум)              | Ag     | 47            | 107,87              | 5      | 1     | побічна        | перехідний елемент                          | Арґентум                         | аргентум, Аргентум                                            |
| стибій                       | стибій                                    | Sb     | 51            | 121,75              | 5      | 5     | головна        | метал                                       | Стибій                           | антимон, сурма                                                |
| стронцій                     | стронцій                                  | Sr     | 38            | 87,62               | 5      | 2     | головна        | лужноземельний метал                        | Стронцій                         |                                                               |
| талій                        | талій                                     | Tl     | 81            | 204,37              | 6      | 3     | головна        | метал                                       | Талій                            |                                                               |
| тантал                       | тантал                                    | Ta     | 73            | 180,95              | 6      | 5     | побічна        | метал                                       | Тантал                           |                                                               |
| телур                        | телур                                     | Te     | 52            | 127,60              | 5      | 6     | головна        | неметал, халькоген                          | Телур                            |                                                               |
| теннессин                    | теннессин                                 | Ts     | 117           | [294]               | 7      | 7     | головна        | трансактиноїд, формально галоген            | —                                | унунсептій, ека-астат; Uus                                    |
| тербій                       | тербій                                    | Tb     | 65            | 158,92              | 6      | 3     | побічна        | лантаноїд                                   | Тербій                           |                                                               |
| технецій                     | технецій                                  | Tc     | 43            | 99                  | 5      | 7     | побічна        | перехідний елемент                          | Технецій                         |                                                               |
| титан                        | титан                                     | Ti     | 22            | 47,90               | 4      | 4     | побічна        | перехідний елемент                          | Титан                            |                                                               |
| торій                        | торій                                     | Th     | 90            | 232,04              | 7      | 3     | побічна        | актиноїд                                    | Торій                            |                                                               |
| тулій                        | тулій                                     | Tm     | 69            | 168,93              | 7      | 3     | побічна        | лантаноїд                                   | Тулій                            |                                                               |
| уран                         | уран                                      | U      | 92            | 238,03              | 7      | 3     | побічна        | актиноїд                                    | Уран                             |                                                               |
| фермій                       | фермій                                    | Fm     | 100           | [257]               | 7      | 3     | побічна        | актиноїд                                    | Фермій                           |                                                               |
| флеровій                     | флеровій                                  | Fl     | 114           | [289]               | 7      | 4     | головна        | трансактиноїд                               | —                                | унунквадій, ека-свинець, ека-Плюмбум; Uuq                     |
| фосфор                       | фосфор                                    | P      | 15            | 30,973762           | 3      | 5     | головна        | неметал                                     | Фосфор                           |                                                               |
| францій                      | францій                                   | Fr     | 87            | [223]               | 7      | 1     | головна        | лужний метал                                | Францій                          |                                                               |
| фтор                         | фтор (довідково: флюор)                   | F      | 9             | 18,998403           | 2      | 7     | головна        | галоген, газ                                | Флюор                            | Флуор                                                         |
| хлор                         | хлор                                      | Cl     | 17            | 35,4527             | 2      | 7     | головна        | галоген, газ                                | Хлор                             |                                                               |
| хром                         | хром                                      | Cr     | 24            | 51,9961             | 4      | 6     | побічна        | перехідний елемент                          | Хром                             |                                                               |
| цезій                        | цезій                                     | Cs     | 55            | 132,90543           | 6      | 1     | головна        | лужний метал                                | Цезій                            |                                                               |
| церій                        | церій                                     | Ce     | 58            | 140,115             | 7      | 3     | побічна        | лантаноїд                                   | Церій                            |                                                               |
| цинк                         | цинк                                      | Zn     | 30            | 65,39               | 4      | 2     | побічна        | перехідний елемент                          | Цинк                             |                                                               |
| цирконій                     | цирконій                                  | Zr     | 40            | 91,224              | 5      | 4     | побічна        | перехідний елемент                          | Цирконій                         |                                                               |

## Блок елементів
Сукупність елементів кількох груп, для яких є спільним характер атомних орбіталей найвищої за енергією заповнюваної електронної оболонки (підоболонки). Розрізняють s-, p-, d-, f-блоки, відповідно до характеру заповнюваних атомних орбіталей.

## Інтернет-ресурси
- Всі елементи знайдено! Чи все ж таки ні? Як народжуються елементи?